# Sunless Sea
Sunless Sea est un jeu vidéo indépendant d'aventure avec des éléments de jeu de rôle et de rogue-like développé par Failbetter Games (en). Il est sorti le 6 février 2015 et est disponible pour Microsoft Windows, OS X et GNU/Linux sur Steam et GOG.com.
Le joueur incarne le capitaine d'un équipage de marins dans un univers steampunk inspiré de celui de Lovecraft, ; il navigue sur une mer souterraine autour de la ville de Londres, en tentant de gérer au mieux son carburant, ses provisions et son argent et de ne pas se faire dévorer par les monstres marins. Son équipage peut également se mutiner si sa « jauge de terreur » atteint un niveau trop élevé.
Le jeu repose énormément sur des textes. Les personnages et les événements ne sont qu'évoqués par de simples illustrations qui complémentent des textes descriptifs parfois relativement long. Leurs représentations sont donc laissées à l'imagination du joueur.
Il n'est, à la date du 29 mars 2022, disponible qu'en anglais.
Il s'inspire du jeu par navigateur web Fallen London, créé par le même studio de développement.
Une extension, Zubmariner, permet au joueur d'explorer les profondeurs de la mer souterraine. L'univers du jeu est par ailleurs développé et transposé dans l'espace avec sa suite, Sunless Skies, dont la sortie officielle est annoncée pour 2018.

## Accueil
Leon Hurley, de Kotaku, critique l'interface du jeu qu'il considère comme peu intuitive et parfois inconfortable, mais apprécie l'univers du jeu. Il compare Sunless Sea au jeu Elite, ainsi qu'à FTL: Faster Than Light ; cette dernière comparaison est aussi faite par Alex Meer, de Rock, Paper, Shotgun.